# Гросботен
Гросботен (на немски: Großbothen) е село в Германия, провинция Саксония.
По-рано със своя община, днес е в общината на град Грима, който е разположен в окръг Лайпциг. Населението на селото е 3453 души през 2010 година.

## Личности
Починали в Гросботен
- Вилхелм Вунт (1832 – 1920), психолог

Погребани в Гросботен
- Вилхелм Оствалд, химик